# (426524) Rainerhannig
(426524) Rainerhannig ist ein Asteroid, der sich im mittleren Hauptgürtel befindet. Der Himmelskörper wurde am 26. Oktober 2009 im Rahmen des Mount Lemmon Surveys (IAU-Code G96) entdeckt. Das Mount Lemmon Survey ist Teil des Catalina Sky Surveys und wird mithilfe des 152-cm-Cassegrain-Teleskops am Mount-Lemmon-Observatorium in Arizona durchgeführt.

## Benennung
Der Asteroid wurde am 11. August 2025 nach dem deutschen Ägyptologen Rainer Hannig (1952–2022) benannt. In der Widmung hervorgehoben wurde seine Wörterbuchreihe „Hannig-Lexica“ sowie die von ihm mitinitiierten seit 2007 stattfindenden Tage der Ägyptologie, die ihm zu Ehren 2022 in Rainer-Hannig-Tage der Ägyptologie umbenannt wurden.